# Joseph Vézina
Joseph Vézina   (Ciutat de Quebec, 11 de juny de 1849 - Ciutat de Quebec, 5 d'octubre de 1924) fou un director de direcció, compositor, organista i professor de música del Quebec. Vézina és enterrat al Cimetière Notre-Dame-de-Belmont a Sainte-Foy.

## Biografia
Vézina, nascut el 1849, era fill de François Vézina, pintor de parets i músic aficionat que va ensenyar al seu fill a tocar el piano. De jove, Vézina va estudiar breument amb Calixa Lavallée, però, majorment, era un músic autodidacta.

## Carrera
El treball de Vézina com a músic va començar en bandes militars. El 1867, es va unir als "Voltigeurs" de Québec i va tocar la trompa de baríton per a la banda de Voltigeurs. Va assumir el càrrec de mestre de bandes el 1868 i el va ocupar fins al 1879. Vézina va continuar a fundar i dirigir diverses orquestres militars, aficionades i professionals, sobretot l'Orchester Symphonique de Québec (1902 -fins a la seva mort). El 24 de juny de 1880 va dirigir la primera execució d'O Canada, que es va convertir en l'himne nacional del Canadà. Vézina també va ser un competent compositor. La seva obra inclou tres opéra comique: Le Lauréat (1906) - llibret de Félix-Gabriel Marchand - Le Rajah (1910) i Le Fétiche (1912). Va morir abans d'acabar una quarta òpera: La Grosse Gerbe, adaptada a partir d'un poema de Léon-Pamphile Le May.
Al llarg de la seva carrera, el treball de Vézina com a professor, músic, director d'orquestra, compositor i actiu destacat del seu art el va convertir en la figura central de la vida cultural de la ciutat de Quebec. Va ajudar a fundar l'escola de música de la Universitat Laval el 1922 i va ensenyar allí fins a la seva mort. Entre els seus notables alumnes hi havia Henri Gagnon i Robert Talbot.